# Pleasure to Kill
Pleasure to Kill — другий студійний альбом німецької треш-метал групи Kreator, випущений 1 листопада 1986 року на лейблі Noise Records. Pleasure to Kill багатьма критиками вважається знаковою класикою треш-металу, разом із Master of Puppets від Metallica , Peace Sells... but Who's Buying? від Megadeth, Reign in Blood від Slayer, Eternal Devastation від Destruction і Darkness Descends від Dark Angel, всі вони були випущені в 1986 році. Альбом відіграв значну роль у розвитку багатьох піджанрів екстремального металу. Ліричні теми слідують за тими, що містяться на їхньому першому альбомі Endless Pain, що містить описи сцен смерті та жаху. Так само, як дебютний альбом і Terrible Certainty, Kreator були тріо під час запису Pleasure to Kill ; на деяких ранніх виданнях, гітарист Майкл Вульф, який ненадовго був учасником Kreator в 1985, був помилково зазначений як учасник групи в примітках.

## Відгуки
Редакто AllMusic Джейсон Андерсон поставив альбому оцінку чотири зірки з п’яти і написав: «Багато хто на андеграундній метал сцені вже звертали особливу увагу на прото-дез звучання німецької команди, але після цього альбому гурт став комерційно успішним. Наскільки ж лютим і непохитним, як був дебют групи, Endless Pain , Pleasure to Kill забезпечує подвійну звукову бійню та чудовий матеріал».

### Комерційний успіх
Pleasure to Kill вперше потрапив у чарти через 31 рік після його випуску і досяг 99-го місця в німецьких чартах альбомів. Того ж дня у чарти потрапило оновлене видання альбому Extreme Aggression 1989 року.

### Нагороди
Pleasure to Kill зайняв четверте місце в десятці найкращих альбомів « Треш-альбоми, НЕ випущені Великою 4» за версією Loudwire.

## Треклист
Автор музики і слів Мілле Петроцца, якщо не вказано інше. 
| #  | Назва                                | Автор                                   | Vocals       | Тривалість |
| -- | ------------------------------------ | --------------------------------------- | ------------ | ---------- |
| 1. | «Choir of the Damned» (instrumental) |                                         | Instrumental | 1:39       |
| 2. | «Ripping Corpse»                     |                                         | Petrozza     | 3:36       |
| 3. | «Death Is Your Saviour»              | Jürgen Reil, Petrozza, Roberto Fioretti | Reil         | 3:58       |
| 4. | «Pleasure to Kill»                   |                                         | Petrozza     | 4:11       |
| 5. | «Riot of Violence»                   | Reil, Petrozza                          | Reil         | 4:56       |
| 6. | «The Pestilence»                     |                                         | Petrozza     | 6:58       |
| 7. | «Carrion»                            | Reil, Petrozza, Fioretti                | Petrozza     | 4:48       |
| 8. | «Command of the Blade»               | Reil, Petrozza                          | Reil         | 3:57       |
| 9. | «Under the Guillotine»               |                                         | Petrozza     | 4:38       |

| 2017 re-release: Flag of Hate EP bonus tracks | 2017 re-release: Flag of Hate EP bonus tracks | 2017 re-release: Flag of Hate EP bonus tracks | 2017 re-release: Flag of Hate EP bonus tracks |
| #                                             | Назва                                         | Автор                                         | Тривалість                                    |
| --------------------------------------------- | --------------------------------------------- | --------------------------------------------- | --------------------------------------------- |
| 10.                                           | «Flag of Hate»                                | Reil, Petrozza, Fioretti                      | 3:56                                          |
| 11.                                           | «Take Their Lives»                            |                                               | 6:26                                          |
| 12.                                           | «Awakening of the Gods»                       |                                               | 7:32                                          |

| After the Attack – 1987 vinyl edition | After the Attack – 1987 vinyl edition | After the Attack – 1987 vinyl edition |
| #                                     | Назва                                 | Тривалість                            |
| ------------------------------------- | ------------------------------------- | ------------------------------------- |
| 1.                                    | «Choir of the Damned (Instrumental)»  | 1:39                                  |
| 2.                                    | «Ripping Corpse»                      | 3:36                                  |
| 3.                                    | «Death is Your Saviour»               | 3:58                                  |
| 4.                                    | «Pleasure to Kill»                    | 4:11                                  |
| 5.                                    | «Riot of Violence»                    | 4:56                                  |
| 6.                                    | «After the Attack» (bonus track)      | 3:43                                  |
| 7.                                    | «The Pestilence»                      | 6:58                                  |
| 8.                                    | «Carrion»                             | 4:48                                  |
| 9.                                    | «Command of the Blade»                | 3:57                                  |
| 10.                                   | «Under the Guillotine»                | 4:38                                  |
| 42:24                                 |                                       |                                       |

| 1991 Japanese reissue bonus tracks | 1991 Japanese reissue bonus tracks                   | 1991 Japanese reissue bonus tracks |
| #                                  | Назва                                                | Тривалість                         |
| ---------------------------------- | ---------------------------------------------------- | ---------------------------------- |
| 11.                                | «Flag of Hate» (taken from Flag of Hate EP)          | 3:55                               |
| 12.                                | «Take Their Lives» (taken from Flag of Hate EP)      | 6:27                               |
| 13.                                | «Awakening of the Gods» (taken from Flag of Hate EP) | 7:30                               |
| 14.                                | «Endless Pain» (taken from Endless Pain)             | 3:22                               |
| 15.                                | «Tormentor» (taken from Endless Pain)                | 2:52                               |
| 16.                                | «Total Death» (taken from Endless Pain)              | 3:26                               |
| 66:13                              |                                                      |                                    |

## Учасники запису

### Kreator
- Мілле Петроцца — гітара, вокал (2, 4, 6, 7, 9)
- Роб Фіоретті — бас гітара
- Вентор — ударні, вокал (3, 5, 8)

### Технічний персонал
- Фред Баумгарт – фото
- Ральф Хуберт - продюсер
- Харріс Джонс – продюсер, звукоінженер
- Креатор – фото
- Філ Ловер – обкладинка
- Maren Layout – дизайн
- Мілле Петроцца – ремастеринг

- Карл-Ульріх Вальтербах – виконавчий продюсер

### Перевидання 2017 року
- Томас Еверхард – обкладинка, дизайн
- Ян Майнінгхаус – обкладинка, дизайн
- Енді Пірс – майстеринг
- Метт Вортем – мастеринг
- Малкольм Доум – ноти

## Чарти
| Chart (2017)                                 | Peak position |
| -------------------------------------------- | ------------- |
| Німеччина German Albums (Offizielle Top 100) | 99            |

## Факти
- Варг Вікернес з Burzum був одягнений у сорочку з альбомом після вбивства Євронімуса, його одяг був закривавлений.[10]
- У німецькому серіалі Netflix Пітьма пісню "Pleasure to Kill" слухає персонаж Ульріх Нільсен і кілька разів цитує Егон Тідеманн.
- Пісня "Awakening of the Gods" з'явилася у відеогрі Grand Theft Auto IV: The Lost and Damned на радіостанції Liberty City Hardcore.